# 河本ほむら
河本 ほむら（かわもと ほむら）は、漫画原作者。男性。弟は作家の武野光。ほかに牛乳名義、一粒苺名義がある。

## 来歴
2009年より牛乳の名義で新都社にてWEB漫画を連載。
2013年にガンガンJOKER（スクウェア・エニックス）の新人漫画賞でネーム部門奨励賞を受賞したことを契機に『賭ケグルイ』で商業誌デビューする。
2022年、一粒苺名義で『ヤングキングラムダ』（少年画報社）にて『シリアルキラー異世界に降り立つ』の連載を開始。2024年、一粒苺名義を河本ほむら名義に改めて、同作の公式スピンオフ『シリアルキラー異世界に降り立つ 異世界バトルロイヤル」を『ヤングキング』（同社）にて連載開始。

## 作品リスト

### 漫画作品

#### 連載
- 賭ケグルイ（作画：尚村透、『月刊ガンガンJOKER』2014年4月号 - ）
  - 賭ケグルイ双（作画：斎木桂、『月刊ガンガンJOKER』2015年10月号 - 2023年6月号）
  - 賭ケグルイ（仮）（作画：川村拓、『月刊ガンガンJOKER』2017年1月号 - 2022年10月号[8]）
  - 賭ケグルイ妄（作画：柊裕一、『マンガUP!』2017年2月21日 - 2020年5月19日）
- 煉獄デッドロール（作画：吉村英明、『月刊ドラゴンエイジ』2015年 - 2017年）
- 異世界法廷 〜反駁の異法弁護士〜（作画：大庭下門、『ヤングエース』2016年 - 2018年）
- 文武両闘 最強才智の育て方（作画：内々けやき、『電撃マオウ』2017年6月号 - 2018年8月号）
- クロノマギア ∞の歯車（作画：東毅、『週刊少年サンデー』2018年49号 - 2019年40号）
- リーガルエッグ（作画：木綿八十子、『イブニング』2020年 - 2021年）
- グレイテストM 〜偉人麻雀大戦〜（作画：山田秋太郎、監修：水口美香、『サンデーうぇぶり』2020年4月21日 - 2022年6月28日） - 武野光との共同原作。
- 魔女大戦 32人の異才の魔女は殺し合う（作画：塩塚誠、『月刊コミックゼノン』2020年12月号 - ）
- 異世界転生者殺し -チートスレイヤー-（作画：山口アキ、『月刊ドラゴンエイジ』2021年7月号） - 1話で連載中止（#後述）[9][10]。
- 異世界の姫との恋バクチに、人類の存亡がかかってます（作画：ズズ、『チャンピオンRED』2021年10月号 - 2023年12月号）
- 幕末賭博バルバロイ（作画：羽田豊隆、『少年ジャンプ+』2022年5月20日[11] - 2023年7月28日）
- シリアルキラー異世界に降り立つ（作画：ヒロ、『ヤングキングラムダ』2号[6] - ） - 一粒苺名義[6][2]。
  - シリアルキラー異世界に降り立つ 異世界バトルロイヤル（作画：ヒロ、『ヤングキング』2024年17号[7] - ）
- HIGH CARD -♢9 No Mercy（作画：えびも、『マンガUP!』2022年8月31日[12] - 2024年6月12日）
- 勇者パーティーの荷物持ち（作画：八嶋諒、『月刊ガンガンJOKER』2022年11月号[13] - ）
- BEYBLADE X（作画：出水ぽすか、『月刊コロコロコミック』2023年6月号別冊付録〈プロローグ[14]〉、2023年7月号〈2023年7月号では別冊付録[15]〉 - ） - 武野光との共同原作[14]。
- 暴力万歳（漫画：なだいにし、『週刊ヤングマガジン』2025年14号[16] - ）

#### 読み切り
- 善行少女（作画：森田蓮次、『週刊ヤングマガジン』2016年14号）
- 遊星からの物体C（作画：石松和幸、『月刊ガンガンJOKER』2018年12月号）
- 決闘者たち―明日もし君が壊れても―（作画：なだいにし、『ヤングマガジン増刊 カケヒキ』No.1[17]）

### 書籍
- 『賭ケグルイ』、作画：尚村透、スクウェア・エニックス〈ガンガンコミックスJOKER〉2014年 - 、既刊19巻（2025年3月22日現在）
- 『賭ケグルイ双』、作画：斎木桂、スクウェア・エニックス〈ガンガンコミックスJOKER〉2015年 - 2024年、全15巻
- 『煉獄デッドロール』、作画：吉村英明、KADOKAWA〈ドラゴンコミックスエイジ〉2016年 - 2017年、全6巻
- 『異世界法廷 〜反駁の異法弁護士〜』、作画：大庭下門、KADOKAWA〈角川コミックス・エース〉2016年 - 2018年、全3巻
- 『賭ケグルイ（仮）』、作画：川村拓、スクウェア・エニックス〈ガンガンコミックスJOKER〉2017年 - 2023年、全10巻
- 『賭ケグルイ妄』、作画：柊裕一、スクウェア・エニックス〈ガンガンコミックスJOKER〉2017年 - 2020年、全4巻
- 『文武両闘 最強才智の育て方』、作画：内々けやき、KADOKAWA〈電撃コミックスNEXT〉2017年 - 2018年、全3巻
- 『クロノマギア ∞の歯車』、作画：東毅、小学館〈少年サンデーコミックス〉2019年、全5巻
- 『リーガルエッグ』、作画：木綿八十子、講談社〈イブニングKC〉2020年 - 2021年、全3巻（2・3巻は電子のみ）
- 『グレイテストM 〜偉人麻雀大戦〜』、作画：山田秋太郎、監修：水口美香、小学館〈サンデーうぇぶりSSC〉2021年 - 2022年、全4巻（3巻以降は電子のみ）、武野光との共同原作
- 『魔女大戦 32人の異才の魔女は殺し合う』、作画：塩塚誠、コアミックス〈ゼノンコミックス〉2021年 - 、既刊13巻（2025年7月18日現在）
- 『異世界の姫との恋バクチに、人類の存亡がかかってます』、作画：ズズ、秋田書店〈チャンピオンREDコミックス〉2022年 - 2023年、全3巻
- 『幕末賭博バルバロイ』、作画：羽田豊隆、集英社〈ジャンプ コミックス〉2022年 - 2023年、全5巻
- 『シリアルキラー異世界に降り立つ』、作画：ヒロ、少年画報社〈ヤングキングコミックス〉2022年 - 、既刊6巻（2025年5月2日現在）、一粒苺名義
- 『HIGH CARD -♢9 No Mercy』、作画：えびも、スクウェア・エニックス〈ビッグガンガンコミックス〉2023年 - 2024年、全3巻
- 『勇者パーティーの荷物持ち』、作画：八嶋諒、スクウェア・エニックス〈ガンガンコミックスJOKER〉2023年3月 - 、既刊5巻（2025年3月22日現在）
- 『BEYBLADE X』、作画：出水ぽすか、小学館〈てんとう虫コロコロコミックス〉2023年 - 、既刊6巻（2025年6月27日現在）、武野光との共同原作[14]
- 『シリアルキラー異世界に降り立つ 異世界バトルロイヤル』、作画：ヒロ、少年画報社〈ヤングキングコミックス〉2025年 - 、既刊2巻（2025年6月9日現在）
- 『暴力万歳』、漫画：なだいにし、講談社〈ヤングマガジンKC〉2025年 - 、既刊1巻（2025年6月6日現在）

### その他
- レイズ・オン・ファンタジー ギャンブラーは異世界を謳歌する（協力：武野光、『富士見ファンタジア文庫』2017年）著者
- ビルディバイド（テレビアニメ、2021年）原案
- HIGH CARD（テレビアニメ、2022年 - 2023年）TMS・武野光らと共に原作[12]
- BEYBLADE X（テレビアニメ、2023年）武野光・出水ぽすからと共に原作[18]

## 『異世界転生者殺し-チートスレイヤー-』の連載中止
『異世界転生者殺し -チートスレイヤー-』は河本ほむら原作、作画山口アキによる異世界ファンタジー漫画。2021年6月9日発売の月刊ドラゴンエイジ7月号に連載された。
チート能力を持つ異世界転生者達は、表では魔王軍と戦う英雄として崇められているが、裏では地位や能力を使い、乱暴狼藉や悪逆非道を働いていた。そんな異世界転生者達に故郷を滅ぼされた主人公が、転生者を憎む謎の魔女と協力して復讐するというストーリーになっている。
第1話は、「ベストナイン」と呼ばれる9人の転生者達によるギルド“神の反逆者”に所属する1人の転生者に、幼馴染を殺害された主人公が「転生者達は前世では陰キャのクズだった」と憎む謎の魔女と協力し、幼馴染を殺害した転生者に復讐を仕掛けるという筋書きになっていた。
しかし、このベストナインと呼ばれる9人の転生者達が人気のライトノベル『ソードアート・オンライン』『Re:ゼロから始める異世界生活』『転生したらスライムだった件』『この素晴らしい世界に祝福を！』『異世界食堂』『幼女戦記』『賢者の孫』『オーバーロード』などのキャラクターに酷似していることと、それらのキャラクターを悪役として描いているなどの批判が起き、炎上状態になった。特に『この素晴らしい世界に祝福を！』に関しては、同じく月刊ドラゴンエイジにコミカライズ版が連載されている作品であった。
この反響を受け、ドラゴンエイジ編集部が本作を検証したところ、キャラクターの意匠や設定に他作品との類似性があったこと、特定の作品を貶める意図によって描かれた展開や描写があったことを認め、同編集部は2021年6月28日に本作の連載中止を発表した。
本件について原作者の河本ほむらは、配慮を欠いた作品作りを行って連載中止に至ったことを反省していると、謝罪のツイートを行った。
また、ドラゴンエイジ編集部は『転生したらスライムだった件』の作者である伏瀬に、本件について謝罪を申し入れた。伏瀬は謝罪を受けたことを発表し、「パロなどを行うにしてもやり過ぎないように」と苦言を呈した。
本件については、『無職転生』の作者である理不尽な孫の手や、『スクラップド・プリンセス』の作者である榊一郎も言及している。理不尽な孫の手は「他作品のキャラを分かる形で登場させ、悪人に置き換えて下劣な行動をさせるのは一線を越えている」と批判し、榊一郎は人気ライトノベル作品とその読者を共に嘲笑おうとする本作の姿勢と、覚悟もなく根回しせず連載を強行した編集部を批判した。
サブカル専門ライターの河村鳴紘は、本件について編集者を含めた出版関係者に話を聞いた結果、「作品を熟知した上でのリスペクトに欠けるという意見が大勢を占めた」と述べている。またKADOKAWA広報部は河村の取材に対し、発表にある通りの謝罪であることや、ネットの動向を精査・分析した上での判断であると答えた。
またこの騒動は日本国内に留まらずコミック・ブック・リソーシズやOtaku USAなどの海外のアニメメディアでも取り上げられ、特にコミック・ブック・リソーシズのマイケル・ラーセナはこの騒動により「業界内でどこまでがパロディとして認められ、どこからが著作権侵害や個人攻撃に当たるのかの議論が巻き起こった」と分析している。
河村は本件について、編集部が炎上を考慮した上で連載を決定し、1話公開後のネットの反応から、非を認めた上での謝罪と連載中止を判断したと分析している。